# Partido Socialista de Tayikistán
El Partido Socialista de Tayikistán (en tayiko: Ҳизби Сотсиалистии Тоҷикистон Hizbi Sotsialistii Tojikiston) es un partido político tayiko. Fue fundado el 15 de junio de 1996, y registrado el 6 de agosto de ese mismo año. Posee un periódico llamado Ittixod (Иттиход). El presidente del partido, Safarali Kenjayev, fue asesinado en Dusanbé en 1999. Antes de su asesinato, existieron rumores de que tenía intenciones de postularse a la presidencia.
A comienzos de 2004 el partido fue dividido en dos grupos que se reivindicaban el nombre ''Partido Socialista de Tayikistán''. El primer grupo estaba liderado por Abduhalim Ghafarov, quién era funcionario del Ministerio de Educación, y Kurbon Vosiev, un asesor presidencial. El otro grupo estuvo dirigido por Mirhuseyn Narziev. El grupo liderado por Ghafarov, es el único que posee registro legal por parte del gobierno.

## Historial electoral

### Elecciones presidenciales
| Elección | Candidato           | Votos  | %    |
| -------- | ------------------- | ------ | ---- |
| 2006     | Abduhalim Ghafforov | 85 295 | 2,8  |
| 2013     | Abduhalim Ghafforov | 36 573 | 1,02 |

### Elecciones parlamentarias
| Elección | Votos   | %    | Escaños |
| -------- | ------- | ---- | ------- |
| 2005     | 190 412 | 7,36 | 0/63    |
| 2010     | 116 796 | 3,58 | 0/63    |
| 2015     | –       | 5,5  | 1/63    |